# Giovanni d'Alemagna

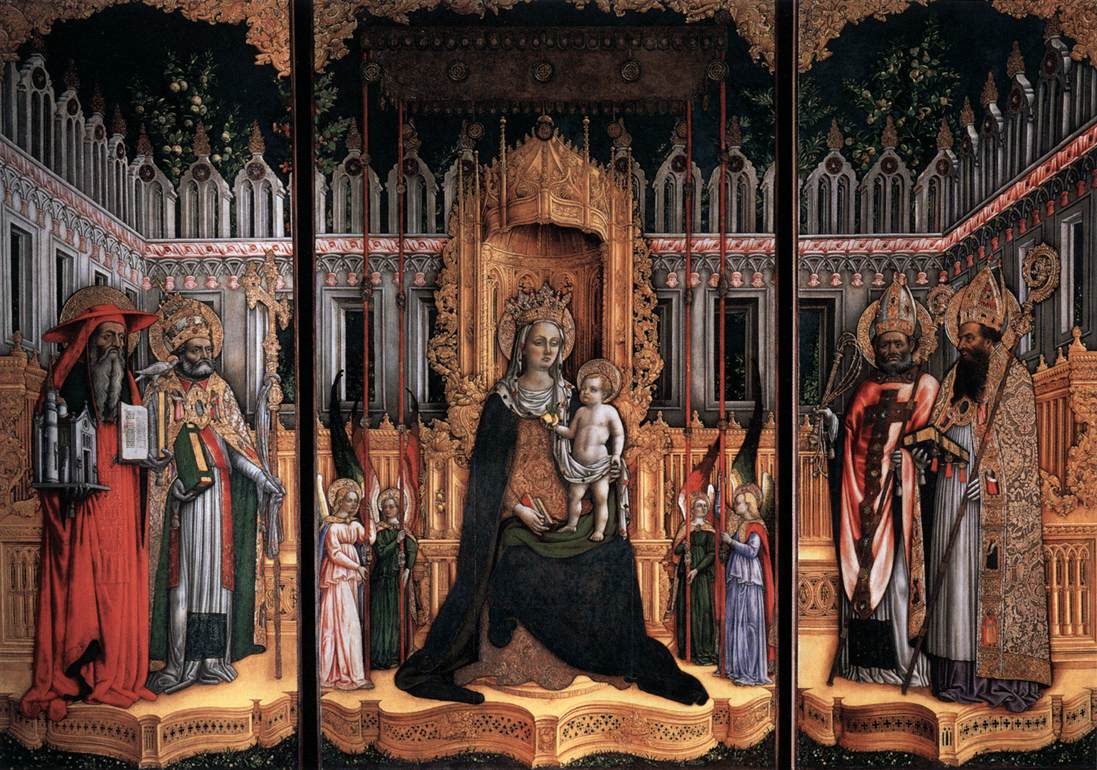
Virgen entronizada con santos, obra fruto de la colaboración entre Giovanni d'Alemagna y Antonio Vivarini.

Giovanni d'Alemagna (doc. 1441-Padua, 1450) fue un pintor de origen alemán activo en Italia a mediados del siglo XV.

## Biografía
Hay muy pocos datos acerca de la vida de Giovanni. Estableció una asociación artística con Antonio Vivarini, cuñado suyo, junto con el que se puso al frente de un taller de notable actividad durante al menos diez años. Juntos emprendieron diversos encargos de tipo religioso en la comarca de Venecia y Padua. Esta sociedad se vio bruscamente interrumpida a causa de la muerte de Giovanni (1450), poco después de que les fuera encargada la decoración de la capilla Ovetari de los Eremitas de Padua. Su puesto en el taller fue ocupado por Bartolomeo Vivarini, hermano menor de Antonio.
Es muy difícil separar el estilo propio de Giovanni en las diversas obras que realizó junto a Vivarini. En principio parece que su estilo era más decorativo mientras que el de Antonio tenía un matiz más naturalista.
Para una lista de sus obras, ver el artículo de Antonio Vivarini.